# 2007 في أستراليا
فيما يلي قوائم الأحداث التي وقعت خلال عام 2007 في أستراليا.

## سياسة

### تعيين في المنصب
- 30 يناير – مالكولم تورنبول وزير الاستدامة والبيئة والمياه والسكان والمجتمعات [الإنجليزية]‏.
- 13 سبتمبر – آنا بليغ Premier of Queensland [الإنجليزية]‏.
- 24 نوفمبر – مايك كيلي عضو مجلس النواب الأسترالي.
- 3 ديسمبر – جوليا غيلارد وزير التعليم [الإنجليزية]‏، وزير التوظيف وعلاقات العمل [الإنجليزية]‏، Minister for Social Inclusion [الإنجليزية]‏، نائب رئيس وزراء أستراليا [الإنجليزية]‏.
- 3 ديسمبر – كيفن رود رئيس الوزراء الأسترالي.

### انتهاء فترة المنصب
- 17 أكتوبر – كارمن لورنس عضو مجلس النواب الأسترالي.
- 24 نوفمبر – جون هوارد عضو مجلس النواب الأسترالي،رئيس الوزراء الأسترالي.
- 3 ديسمبر – بريندان نيلسون وزير الدفاع [الإنجليزية]‏.
- 3 ديسمبر – توني أبوت Leader of the House (Australia) [الإنجليزية]‏، وزير الصحة [الإنجليزية]‏.
- 3 ديسمبر – جولي إيزابيل بيشوب Minister for Women (Australia) [الإنجليزية]‏، وزير التعليم [الإنجليزية]‏.
- 3 ديسمبر – مارك فيل نائب رئيس وزراء أستراليا [الإنجليزية]‏.
- 3 ديسمبر – مالكولم تورنبول وزير الاستدامة والبيئة والمياه والسكان والمجتمعات [الإنجليزية]‏.

## رياضة
- 18 مارس – جائزة أستراليا الكبرى 2007 الفائز كيمي رايكونن.

## أفلام
من الأفلام التي صدرت هذه السنة في أستراليا:
- 1 يناير – الشجاع من إخراج نيل جوردن.
- 15 يناير – غوست رايدر من إخراج مارك جونسون (كاتب).
- 9 فبراير – موسيقى و كلمات من إخراج مارك لورانس (مخرج).
- 24 مايو – أوشن 13 من إخراج ستيفن سودربرغ.
- 5 ديسمبر – أنا أسطورة من إخراج فرانسيس لورانس.

## برامج ومسلسلات وأنمي
- مدمرو الخرافات

## موسيقى

### أغاني
من الأغاني التي صدرت هذه السنة في أستراليا:
- 9 نوفمبر – 2 هارتس من غناء كايلي مينوغ.

## وفيات

### مايو
- 19 مايو – جاك فيندلي (مواليد 1935) متسابق دراجات نارية أسترالي.

### ديسمبر
- 1 ديسمبر – كين ماكغريغور (مواليد 1929) لاعب كرة مضرب أسترالي.